# Murzim

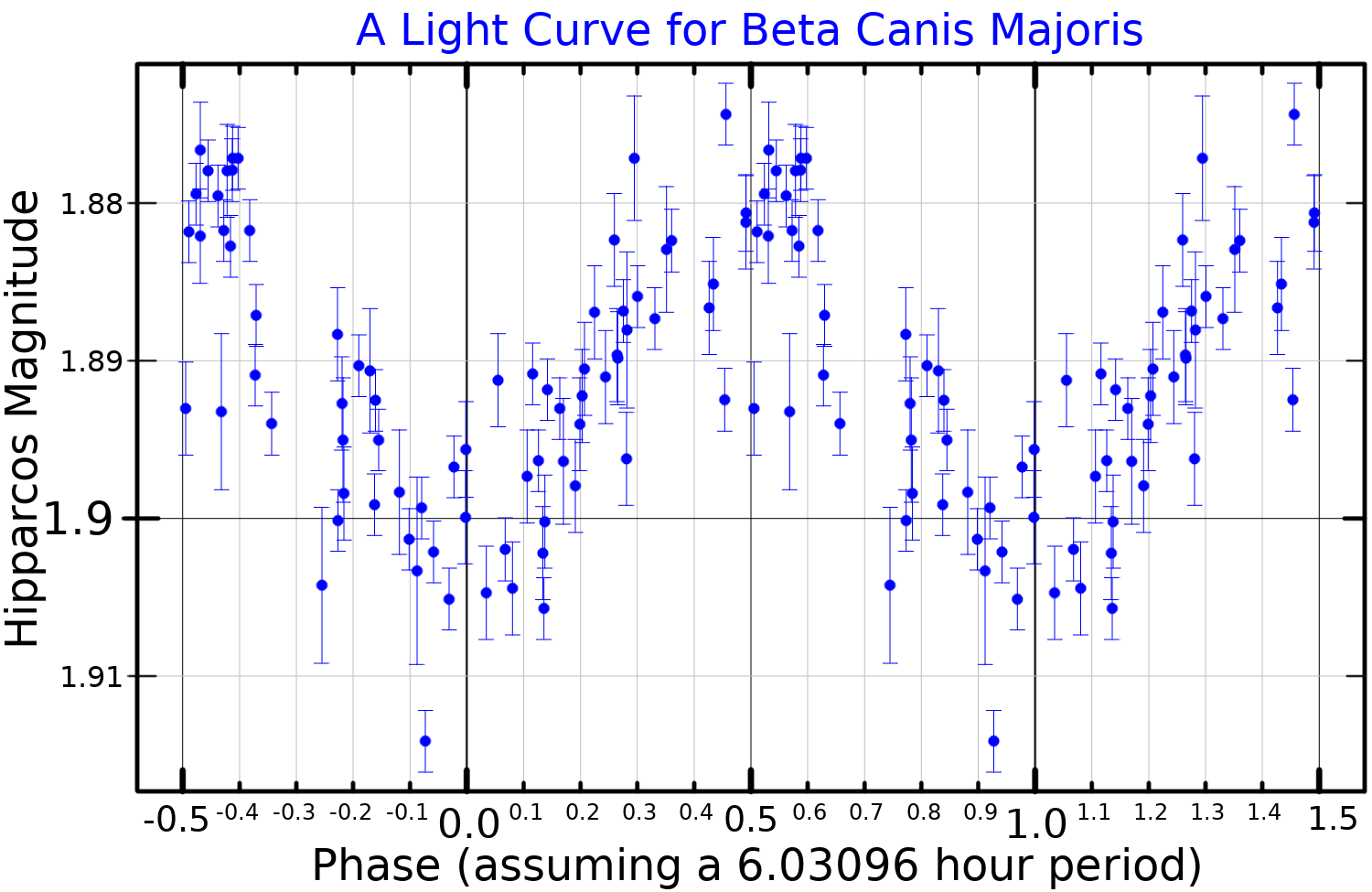
Lichtkromme van Murzim

Murzim (beta Canis Majoris) is een heldere ster (schijnbare magnitude 1,98) in het sterrenbeeld Grote Hond (Canis Major). De ster met spectraalklasse B1II-III heeft een lichtkracht tussen een reuzenster en een heldere reus. De afstand is 493 lichtjaar.
Het is een Beta Cephei-veranderlijke met een periode van 6 uur. 
De ster staat ook bekend als Mirzam en Mirza.